# Ostrov u Macochy
Ostrov u Macochy là một chợ huyện thuộc huyện Blansko, vùng Jihomoravský, Cộng hòa Séc.